# Andelu
Andelu és un municipi francès, situat al departament de Yvelines i a la regió de Illa de França. L'any 2007 tenia 474 habitants.
Forma part del cantó d'Aubergenville, del districte de Saint-Germain-en-Laye i de la Comunitat de comunes Gally Mauldre.

## Demografia

### Població
El 2007 la població de fet d'Andelu era de 474 persones. Hi havia 156 famílies, de les quals 20 eren unipersonals (8 homes vivint sols i 12 dones vivint soles), 44 parelles sense fills i 92 parelles amb fills.
La població ha evolucionat segons el següent gràfic:
Habitants censats

### Habitatges
El 2007 hi havia 162 habitatges, 153 eren l'habitatge principal de la família, 3 eren segones residències i 6 estaven desocupats. 158 eren cases i 4 eren apartaments. Dels 153 habitatges principals, 136 estaven ocupats pels seus propietaris, 15 estaven llogats i ocupats pels llogaters i 2 estaven cedits a títol gratuït; 1 tenia una cambra, 1 en tenia dues, 11 en tenien tres, 33 en tenien quatre i 107 en tenien cinc o més. 137 habitatges disposaven pel capbaix d'una plaça de pàrquing. A 46 habitatges hi havia un automòbil i a 103 n'hi havia dos o més.

### Piràmide de població
La piràmide de població per edats i sexe el 2009 era:
| Homes | Edats   | Dones |
| ----- | ------- | ----- |
| 0     | 95 o +  | 0     |
| 0     | 90 a 94 | 4     |
| 0     | 85 a 89 | 4     |
| 4     | 80 a 84 | 0     |
| 4     | 75 a 79 | 0     |
| 0     | 70 a 74 | 4     |
| 4     | 65 a 69 | 8     |
| 8     | 60 a 64 | 12    |
| 4     | 55 a 59 | 4     |
| 16    | 50 a 54 | 8     |
| 12    | 45 a 49 | 20    |
| 12    | 40 a 44 | 20    |
| 32    | 35 a 39 | 8     |
| 8     | 30 a 34 | 20    |
| 0     | 25 a 29 | 4     |
| 12    | 20 a 24 | 12    |
| 12    | 15 a 19 | 16    |
| 20    | 10 a 14 | 24    |
| 8     | 5 a 9   | 16    |
| 20    | 0 a 4   | 4     |

## Economia
El 2007 la població en edat de treballar era de 308 persones, 240 eren actives i 68 eren inactives. De les 240 persones actives 225 estaven ocupades (123 homes i 102 dones) i 15 estaven aturades (6 homes i 9 dones). De les 68 persones inactives 17 estaven jubilades, 32 estaven estudiant i 19 estaven classificades com a «altres inactius».

### Ingressos
El 2009 a Andelu hi havia 161 unitats fiscals que integraven 490 persones, la mediana anual d'ingressos fiscals per persona era de 26.759 €.

### Activitats econòmiques
Dels 12 establiments que hi havia el 2007, 3 eren d'empreses de construcció, 2 d'empreses de comerç i reparació d'automòbils, 1 d'una empresa d'informació i comunicació, 1 d'una empresa immobiliària, 4 d'empreses de serveis i 1 d'una empresa classificada com a «altres activitats de serveis».
Dels 4 establiments de servei als particulars que hi havia el 2009, 1 era un paleta, 2 electricistes i 1 saló de bellesa.
L'any 2000 a Andelu hi havia 5 explotacions agrícoles que ocupaven un total de 990 hectàrees.

## Equipaments sanitaris i escolars
El 2009 hi havia una escola elemental.

## Poblacions properes
El següent diagrama mostra les poblacions més properes.